# Abdul Sattar Abou Richa
Cheikh Abdul Sattar Abou Richa ((ar) :  عبد الستار أبو ريشة) (né en 1972 en Irak et mort le 13 septembre 2007 à Ramadi, en Irak) était un chef tribal sunnite de la province d'Al-Anbar (Irak), un des plus proches alliés des États-Unis depuis 2006.
Il est le petit-fils d’un des leaders de la grande révolte de 1920 en Irak (en) contre les colonisateurs britanniques et il est l'un des fondateurs du Mouvement du réveil d'Irak, une milice destinée à lutter contre Al-Qaida en Mésopotamie, dirigée par Abou Moussab Al-Zarqaoui. Il a été remplacé par son frère Ahmed Abou-Risha.
Lui qui était un des rares à bénéficier du soutien à la fois des États-Unis et du gouvernement d'al-Maliki dans la lutte contre Al-Qaïda en Irak, a été tué dans une attaque à la bombe le 13 septembre 2007, près de sa résidence à Ramadi. Son assistant et ses deux gardes du corps ont également trouvé la mort dans l'attentat. Plusieurs membres de sa famille, dont son père en 2004, ont été victimes des attaques d'Al-Qaïda en Irak.
Abdul al-Rishawi était en contact direct avec le général David Petraeus et avec le Premier ministre chiite Nouri al-Maliki et avait aussi rencontré le président George W. Bush ainsi que le sénateur démocrate Joseph Biden.
Le 14 septembre 2007, Al-Qaïda revendique l'attentat [réf. nécessaire].